# Burgerschapsonderwijs
Burgerschapsonderwijs, ook wel burgerschapsvorming genoemd, is in Nederland het ontwikkelen van burgerschapskennis, -vaardigheden en houdingen door leerlingen door middel van onderwijs. In tegenstelling tot staatsburgerschap gaat dit burgerschap niet over de juridische status van een persoon als burger van een land, maar over hoe personen zich in een samenleving kunnen manifesteren als burgers.

## Geschiedenis van burgerschapsonderwijs
Vlak na de Bataafse Revolutie werd er in de Algemene Vergadering, de voorloper van het parlement, gesproken over burgerschapsonderwijs. Na een strijd tussen unitariërs en federalisten werd besloten dat het onderwijs leerlingen moest opvoeden tot burgers die zich primair als Nederlander identificeren, in plaats van met een stad of gewest.
Na de Tweede Wereldoorlog is er hernieuwde aandacht voor burgerschapsonderwijs. Democratieën zijn kwetsbaar gebleken. Toch lukt het politici niet om tot overeenstemming te komen over burgerschapsonderwijs. De ruimte in het curriculum voor een gerelateerd vak als maatschappijleer is dan ook beperkt. Politieke partijen worstelen met de discussie. Soms worden partijpolitieke definities van burgerschap voorgesteld, soms wordt de vrijheid van onderwijs als argument tegen nationale wetgeving gebruikt, en dan weer wordt de autonomie van het kind verabsoluteerd. Al deze neigingen stonden het bereiken van enige consensus in de Tweede Kamer in de weg.
Na de moorden op Pim Fortuyn en Theo van Gogh kwam het tot expliciete wetgeving. Daarvoor was burgerschapsvorming wel onderdeel van de kerndoelen, maar verspreid en impliciet.

## Oorspronkelijke wetgeving
Nederlandse scholen voor primair en voortgezet onderwijs zijn sinds 1 februari 2006 wettelijk verplicht om actief burgerschap en sociale integratie te bevorderen (Wet op het primair onderwijs, artikel 8 lid 3). Aanleiding hiervoor zijn twee maatschappelijke ontwikkelingen die kenmerkend zijn voor de afgelopen decennia. De eerste is individualisering, waardoor de betrokkenheid op elkaar, en op de politiek in het bijzonder is afgenomen. De tweede is de omvangrijke allochtone populatie, die minder bekend is met de burgerschapstraditie.
Door burgerschap een prominente plaats in het onderwijs te geven, hoopt de overheid te bereiken dat individuen, die afkomstig zijn uit de meest uiteenlopende tradities, een gemeenschappelijk perspectief krijgen op de bijdrage die zij als burgers aan de samenleving kunnen leveren. Aandacht voor burgerschap in het onderwijs moet ertoe leiden dat jongeren het vermogen en de bereidheid ontwikkelen om deel uit te maken van een gemeenschap, en dat ze ook daadwerkelijk een actieve bijdrage aan zo’n gemeenschap gaan leveren. En door ‘sociale integratie’ op de onderwijsagenda te zetten, moeten leerlingen bekend zijn met en betrokken zijn bij uitingen van de Nederlandse cultuur, en bovendien kunnen deelnemen aan de maatschappij en haar instituties.
De overheid schrijft scholen alleen voor dat er aandacht wordt besteed aan burgerschap, en niet hoe hieraan invulling moet worden gegeven. Wel zijn er een aantal ‘handreikingen’ gedaan, zoals in de Voorlichtingspublicatie, betreffende het primair en voortgezet onderwijs van het Ministerie van OC&W. De SLO heeft kernleerplannen ontwikkeld, die scholen houvast geeft bij het plannen en uitvoeren van een lesprogramma en het inbedden van burgerschapsvorming in hun schoolcurriculum. Scholen kunnen leerlingen bijvoorbeeld kennis bijbrengen over verschillende culturen, religies en etniciteiten, en hen in contact brengen met leeftijdsgenootjes die een andere achtergrond dan zijzelf hebben. Dat hoeft niet per se in een apart vak te gebeuren. Burgerschapsvorming kan in de les worden behandeld, maar dan veeleer als een vanzelfsprekend onderdeel van meerdere vakken. Verder kan burgerschapsvorming meer impliciet aan de orde komen, bijvoorbeeld in de wijze waarop de school invulling geeft aan regels of onderlinge contacten. De school als geheel moet bijvoorbeeld openstaan naar de maatschappij en de daarin aanwezige diversiteit, door leerlingen in contact te brengen met de lokale en regionale samenleving.
Het is belangrijk dat scholen zich beraden over de vraag hoe ze burgerschap een plaats in hun onderwijs geven, want vanaf het schooljaar 2006-2007 moeten zich in hun schoolgids en schoolplan aan de Onderwijsinspectie kunnen verantwoorden. Waarop worden scholen afgerekend? De visie die de school heeft op burgerschap moet worden geëxpliciteerd, er moet een planmatige aanpak te herkennen zijn, en ook resultaten moeten kunnen worden overgelegd. Ten slotte moet de school het onderwijsaanbod afstemmen op de specifieke omstandigheden in en rond de school die integratie en burgerschap kunnen bevorderen of belemmeren.
Op basisscholen wordt burgerschap behandeld bij het vak Wereldoriëntatie. Sinds 2013 hanteert het Cito voor het kennis-aspect de onderwerpen sociaal-cultureel burgerschap (samenleving), politiek burgerschap (staat) en economisch burgerschap; en focust zich voor het competentie-aspect op het bevorderen van democratische en humane gezindheid, en het bevorderen van de eigen identiteit.

## Kritiek op oorspronkelijke wetgeving
Er bestaat kritiek op de wetgeving uit 2006. Zo bestond de toenmalige burgerschapsopdracht aan de scholen uit een inspanningsplicht. Ze hoefden dus geen minimale resultaten te behalen. Daarnaast was de wetgever vaag over wat er onder actief burgerschap wordt verstaan. Er zijn verschillende visies op burgerschap. Het curriculum bood volgens de PO-Raad (Primair Onderwijs-Raad) te weinig richting en houvast voor schoolleiders en docenten. De wetgeving voorzag bovendien niet in een ondersteuningsaanbod voor scholen of lerarenopleidingen, terwijl het geven van burgerschapsonderwijs specifieke docentvaardigheden vraagt.

## Nieuwe wetgeving
Minister Arie Slob was sinds 2018 voornemens om de burgerschapsopdracht aan het funderend onderwijs te verduidelijken met aangepaste wetgeving. Daarmee wordt geëxpliciteerd binnen welke kaders scholen invulling dienen te geven aan burgerschapsonderwijs. De democratische rechtsstaat staat daarin centraal.
Daarnaast was het kabinet Rutte-III voornemens om het curriculum voor het funderend onderwijs te herzien. Daarin krijgt burgerschapsonderwijs een prominente plek.
Op 1 augustus 2021 is de nieuwe wet voor burgerschapsonderwijs op basisscholen en middelbare scholen in werking getreden.

## Het ontwikkelen en geven van burgerschapsonderwijs
In recente jaren is er steeds meer kennis beschikbaar over het ontwikkelen en geven van burgerschapsonderwijs. Die kennis varieert van het opstellen van een visie tot specifieke pedagogische en didactische strategieën.